# Otto von Klinckowström
Otto von Klinckowström, eigentlich Otto Vilhelm Klinckowström (* 27. November 1683 in Wismar; † 1731 in Pyritz), war ein schwedischer Staatsbeamter und Diplomat.

## Leben
Otto Wilhelm von Klinckowström war ein Sohn des 1684 in den schwedischen Adelsstand erhobenen Landrentmeisters Martin Klinckow (1650–1717) und der Anna Elisabeth Vorberger (1677–1705). Er war zunächst Auskultant am Wismarer Tribunal und arbeitete 1705 im Livländischen Kontor der königlichen Kanzlei. Danach war er Sekretär des Generalgouverneurs von Schwedisch-Pommern, Jürgen Mellin.
1708 war er Kommissionssekretär am polnischen Hof. Im folgenden Jahr reiste er zu König Karl XII. nach Bender, um ihn vom Tod seiner Schwester Hedwig Sophia zu unterrichten. Der König entsandte ihn 1709 zu Verhandlungen mit dem Khan der Krimtataren Devlet II. Giray und 1712 erneut nach Polen. 1715 war er Sekretär bei der auswärtigen Abteilung der königlichen Kanzlei. 1726 wurde er zum Kanzleirat ernannt und im selben Jahr als außerordentlicher Botschafter an den preußischen Hof nach Berlin entsandt. In einer Broschüre befürwortete er eine Allianz zwischen Schweden und Hannover, wofür er aus England 200 Pfund Sterling erhielt.
Otto Wilhelm Klinckowström war mit Gräfin Carischa Bonkowska verheiratet, einer Hofdame am Hofe Stanislaus I. Leszczyńskis. Die Ehe blieb kinderlos. Er starb in Pyritz in Pommern, wo er auch begraben wurde.